# 197856 Tafelmusik
197856 Tafelmusik este un asteroid din centura principală de asteroizi.

## Descriere
197856 Tafelmusik este un asteroid din centura principală de asteroizi. A fost descoperit pe 21 august 2004 la Mauna Kea de David D. Balam. Asteroidul prezintă o orbită caracterizată de o semiaxă mare de 2,47 ua, o excentricitate de 0,17 și o înclinație de 4,2° în raport cu ecliptica.